# Saša Farič
Saša Farič (Radomlje, Yugoslavia, 19 de julio de 1984) es una deportista eslovena que compitió en esquí acrobático, especialista en la prueba de campo a través. Consiguió una medalla de bronce en los X Games de Invierno.

## Medallero internacional
| \| X Games de Invierno \| X Games de Invierno \| X Games de Invierno \| X Games de Invierno \| \| Año \| Lugar \| Medalla \| Prueba \| \| ------------------- \| ---------------------- \| ------------------- \| ------------------- \| \| 2009 \| Aspen (Estados Unidos) \| Medalla de bronce \| Campo a través \| |                        |                   |                |
| X Games de Invierno |                        |                   |                |
| Año | Lugar                  | Medalla           | Prueba         |
| 2009 | Aspen (Estados Unidos) | Medalla de bronce | Campo a través |